# Tricimba longiseta
Tricimba longiseta är en tvåvingeart som beskrevs av Ismay 1993. Tricimba longiseta ingår i släktet Tricimba och familjen fritflugor. Inga underarter finns listade i Catalogue of Life.